# Abhidhamma Pitaka
El Abhidhamma Pitaka (Canasta de los Textos Superiores) (Abhidhammapiṭaka), es el tercer y último grupo de textos que componen el Canon Pali del budismo Theravāda.
Los primeros dos compendios, el Sutta Pitaka y el Vinaya Pitaka, son atribuidos a Buda Gautama. Los escritos del Abhidhamma Pitaka son adjudicados a discípulos y eruditos posteriores. Tratan sobre ética, psicología y epistemología.
Los siete libros del Abhidhamma Pitaka constituyen la tercera Canasta del Canon Pali. Su contenido consiste en el análisis, extraordinariamente detallado, de los principios que gobiernan los procesos físicos y mentales. En cierto sentido, mientras que Sutta Pitaka y el Vinaya Pitaka enfatizan los aspectos prácticos del Camino budista, el Abhidhamma Pitaka provee para ellos un marco teórico capaz de explicar la interdependencia causal de las relaciones físicas y mentales existentes. En la filosofía del Abhidhamma el universo familiar que nos rodea está abordado con categorías impersonales y analíticas que deben ayudar a comprender la naturaleza impermanente y carente de esencias de nuestra realidad. 
Según la tradición, Buda Gautama expuso el Abhidhamma en una de las realidades celestiales a miles de los devas a lo largo de tres meses consecutivos, durante los cuales diariamente volvía por un breve lapso del tiempo a este mundo, para comunicar la esencia de estas enseñanzas a Shariputra, uno de sus discípulos más cercanos. De esta manera, Shariputra adquirió destreza en la enseñanza del Abhidhamma y la compuso en la presente forma. Esta leyenda trata de explicar de alguna forma el origen tardío de esta Tercera Canasta, la cual fue finalmente incorporada al Canon Pali durante el Tercer Concilio Budista en el año 250 antes de Cristo. 
A pesar de esta incorporación tardía, el Abhidhamma Pitaka ocupa un lugar importante dentro del pensamiento budista de la tradición Theravāda, aunque el grado de la importancia que se le otorga varía de un país a otro. Y así, en el budismo tailandés, por ejemplo, el Abhidhamma como también los Comentarios medievales juegan un rol menos relevante en la doctrina y práctica budistas que los sutras y la Disciplina. Mientras tanto, en Sri Lanka y Birmania esta Tercera Canasta posee el mismo rango que las otras dos Pitakas y, en algunos casos, hasta mayor, cuando se afirma que el conocimiento de la misma es necesario para una correcta y plena comprensión de los sutras. 

## División
Abhidhamma Pitaka se divide en siete siguientes libros: 

### Dhammasangani
"La enumeración de los fenómenos". Este libro consiste en un listado de los fenómenos mentales y físicos de los cuales se compone la realidad entera. Dichos fenómenos están ordenados en 22 grupos de triple composición o tikas (Ticamatika) y de 100 grupos de doble composición o dukas (Dukamatika).

### Vibhanga
"Libro de análisis". En este libro se analiza el material listado previamente en Dhammasangani con más detalles. Se escogieron 18 tópicos de mayor importancia doctrinal, los cuales están definidos primero de acuerdo a los suttas (Suttantabhajaniya) y analizados luego técnicamente de acuerdo al Abhidhamma (Abhidhammabhajaniya). La mayoría de los tópicos recibe, además, un análisis catequístico de preguntas-respuestas (Pañhapucchaka). 

### Dhatukatha
"Discurso de los elementos". Este libro podría considerarse como la ampliación de un tópico específico del libro anterior. El tercer tópico de Vibhanga consiste en el análisis de los elementos y Dhatukatha es una extensión de aquella parte. En este sentido, los primeros tres libros del Abhidhamma Pitaka conforman una trilogía y deben ser estudiados en conjunto. 

### Puggalapaññatti
"Designación de los tipos de las individualidades". Este libro se ocupa de la tipología de los seres humanos de acuerdo a los diversos criterios agrupados en forma numérica en diez capítulos. Este libro ha sido agregado al Canon Pali más tarde. 

### Kathavatthu
"Puntos de controversia". Al igual que el libro anterior, éste ha sido agregado al Canon Pali cuando el primero, segundo y el séptimo libro del Abhidhamma ya han sido reconocidos como textos ortodoxos en la doctrina budista. El libro trata de más de 200 tópicos doctrinales que han sido interpretados de manera diferente por parte de las otras sectas budistas. Cada tópico tiene la forma del diálogo, en el cual el Theravadin discute un determinado tema con el representante de la respectiva secta. 

### Yamaka
"El libro de los pares". Este libro consiste en el análisis lógico de muchos de los conceptos presentes ya en los libros anteriores, por lo cual se cree que también constituye una adición posterior al Canon Pali. 

### Patthana
"Relaciones condicionales". Este libro trata de los 22 tikas y 100 dukas listados en el Dhammasangani, tanto aparte como de manera relacionada, pero siempre con referencia a las 24 condiciones en las cuales todos los fenómenos existentes pueden relacionarse. Este es el libro más extenso del Abhidhamma: la edición birmana del Sexto Concilio Budista se extiende a unas 6000 páginas en cinco volúmenes. Aun así, el texto no describe todas las relaciones posibles de los fenómenos existentes y tan sólo esquematiza el método para hacerlo y lo ilustra con algunos ejemplos. Los estudiosos monjes birmanos estiman que para expandir el texto entero de Patthana se necesitaría unas "tres carretillas de libros".